# 特威爾夫邁爾科納 (伊利諾伊州)
特威爾夫邁爾科納（英語：Twelvemile Corner）是位於美國伊利諾伊州李縣的一個非建制地區。該地的面積和人口皆未知。

## 地理
特威爾夫邁爾科納的座標為41°45′34″N 89°05′00″W / 41.75944°N 89.08333°W，而該地的平均海拔高度為239米（即784英尺）。